# Cyro Baptista
Cyro Baptista (* 23. prosince 1950 São Paulo, Brazílie) je brazilský jazzový perkusionista.
Absolvoval například turné Paulem Simonem ze kterého vzniklo koncertní album Concert in Central Park. Dále spolupracoval například s Herbie Hancockem, Wyntonem Marsalisem, Stingem, Cassandrou Wilson, Brianem Eno nebo Johnem Zornem, se kterým nahrál přes patnáct alb. Od roku 2002 vede vlastní skupinu Beat the Donkey, se kterou v roce 2005 vydal album Love the Donkey u vydavatelství Tzadik Records. U stejného vydavatelství vydal rovněž několik svých sólových alb. V roce 1990 se objevil v dokumentárním filmu Step Across the Border.